# Horoatu Cehului, Sălaj
Horoatu Cehului (în maghiară Oláhhorvát Cseh) este un sat ce aparține orașului Cehu Silvaniei din județul Sălaj, Transilvania, România.
 
Numele Horoatu Cehului pare să vină de la denumirea dată de unguri croaților și românilor - "horváth" însemnând în  ungureste "croat" și "oláh" însemnând "român" (sub acest nume apare zona aceasta în Cronica Gesta Hungarorum- document despre istoria ungarilor, scris în jurul anului 1200 A.D.).
Aici este harta  ce reflectă datele din Cronica alcătuită de istoricul maghiar Marki Sandor. Harta reprezintă regatele medievale ale lui Braslav, Salan (Zalan), Glad, Menumorut (Marót) și Gelou (Gyelo)", și de asemenea khazari și secui. .
Numele orașelor și râurilor de pe hartă folosite de autorii Cronicii și reproduse de Sandor sunt cele folosite încă de pe vremea Daciei și încă în uz curent în România.
Secuii au fost găsiți de ungurii migratori în drumul lor la trecerea spre vest spre Panonia.

## Lăcașuri de cult
- Biserica românească din lemn “Arhanghelii Mihail și Gavriil” din anul 1747-1749. [1]